# Цветелина Малджанска
Цветелина Малджанска е българска оперна певица, сопран.

## Биография
Ражда се в семейство на майка музикант и баща физик. От 12-годишна възраст свири на пиано. Баща ѝ иска сериозно образование за дъщеря си и тя записва медицина, но взима и частни уроци по пеене при Александрина Милчева. Завършва медицина през 1994 г.
Заминава за Италия, където пак работи с Александрина Милчева, както и с Никола Гюзелев и Серджо Олива. Специализира в Академията „Борис Христов“ в Рим. Още на следващата година печели международни награди. Специализира и неврология в ИСУЛ.
През 1995 г. дебютира на сцените на Софийската и Варненската опера в ролята на Лучия от едноименната опера от Доницети. Репертоарът ѝ включва партиите на Виолета в „Травиата“, Мими в „Бохеми“, Лиу в „Турандот“. Пее с почти всички български филхармонични оркестри. Гастролира в България, Италия, Израел, Германия, Бразилия, САЩ, Испания.
През 2005 г. партнира на Хосе Карерас и Андреа Бочели на концертите им в София.
През 2001 г. Пласидо Доминго я кани да пее в Лос Анджелис, през 2005 г. Хосе Карерас я избира да му партнира, а по-късно Андреа Бочели пее с нея.
От 2006 г. Цветелина Малджанска е солист на Русенска опера.

## Признание и награди
През 1995 г. печели две първи награди от певческите конкурси „Христо Бръмбаров“ и „Франческо Пауло Нелиа“, Италия.
През 1996 г. програма „Христо Ботев“ на БНР ѝ присъжда приза за най-добър млад музикант.
Носителка на Специалната награда на журито от Международния оперен конкурс в Мармонд, Франция и на стипендия от конкурса „Джузепе ди Стефано“, Италия.
Почетен гражданин на Враца (2006).

## Личен живот
Съпруга на режисьора Бойко Богданов от 2002 г. Имат син Александър.